# Jules Lair
Jules Lair, né le 23 mai 1836 à Caen et mort le 16 mai 1907 à Paris, est un entrepreneur et historien français.

## Jeunesse
Fils d’un négociant en beurres mort jeune, ce parent de l’érudit Pierre-Aimé Lair montra dès l’enfance une très vive intelligence qui lui valut de nombreux prix au collège royal de Caen il fut élève de maitres comme Charles Marie, A. Joly ou Léon Puiseux. Infatigable lecteur, il passait à la bibliothèque de la ville tout le temps qui séparait la classe du matin de celle du soir. La fréquentation des cours de la Faculté des lettres le mit en relation avec Julien Travers, l’éditeur des Vaux de Vire d’Olivier Basselin qui, l’ayant pris en affection, lui ouvrit sa maison et le traita comme un membre de sa famille. La société de Travers, ses mémoires et sa conversation furent sans doute pour beaucoup dans le parti que prit Lair, une fois sorti du collège, d’intégrer, à l’automne de 1855, l’École impériale des chartes, dont il sortit premier en 1858, devant Siméon Luce. Ce classement final lui valut une recommandation du ministre au poste créé à son intention d’auxiliaire aux Archives nationales dont il démissionna le lendemain même de son arrivée.
Lair, qui avait obtenu une licence en droit pendant les négociations de son poste aux Archives, se fit inscrire au barreau de Paris et plaida quelque peu. Il fut même, pendant l’année judiciaire 1860-1861, un des secrétaires de la conférence des avocats stagiaires où se faisaient alors remarquer Henri Barboux et Léon Gambetta.
Arrivé dans la capitale avec des lettres de recommandation de ses maitres du collège et de la Faculté, il fut d’emblée cordialement reçu et bientôt très recherché et choyé dans une société de Normands occupant de hautes situations dans le monde officiel parisien de l’époque comme le jurisconsulte originaire de Rouen, Antoine Blanche et le représentant du peuple de Valognes, Sébastien Joseph Boulatignier. Lair fut l’âme de toutes les parties de plaisir aux vacances passées en Normandie, à Langrune-sur-Mer, où Julien Travers et Boulatignier possédaient des villas contigües où ils recevaient toute une colonie de gens d’esprit qui jouait des charades ou la comédie.

## Homme d’affaires
Ayant corrigé les épreuves d’un traité de droit de Blanche et souvent servi, pour des travaux pressés, de secrétaire bénévole au conseiller d’État Boulatignier, celui-ci, qui avait eu l’occasion d’apprécier sa puissance de travail et la netteté de son esprit, songea immédiatement à Lair pour un de ses amis, Achille Moranvillé, en quête d’un collaborateur susceptible l’assister efficacement dans la reprise de la Société des Docks Napoléon dont les promesses riches d’avenir avaient été compromises par la négligence, le gaspillage et la malversation de plusieurs administrateurs. Ayant vite compris, après avoir bien étudié l’affaire, le parti qu’une direction honnête et intelligente pourrait en tirer, Moranvillé offrit, en 1860, la place de sous-directeur de la Société des Entrepôts et magasins généraux à Lair. Bientôt, sous la direction de cet homme d’action aimant le mouvement, l’affaire prit un rapide essor et son succès dépassa toutes les prévisions des fondateurs de la Société. Au bout de dix ans, les Docks Napoléon étaient en pleine prospérité, n’ayant cessé d’agrandir ses magasins et de perfectionner son outillage.
Les deux sièges de Paris, lors de la guerre franco-prussienne de 1870 infligèrent de grosses pertes à la Compagnie en interrompant brusquement ses opérations. La réquisition des bâtiments par la Défense nationale puis l’incendie, lors de la Commune de Paris, de plusieurs de ses magasins, priva la Compagnie d’une part considérable de ses locaux de commerce d'avant la guerre. L’appel de Moranvillé au capital procura néanmoins aisément les fonds nécessaires à la reconstruction, au bout de deux ans, des magasins détruits et à la construction de nouveaux, plus spacieux encore. Moranvillé, qui avançait en âge, se retira en 1873 en remettant la direction de l’affaire à Lair. Pendant trente-trois ans entre les mains de son nouveau dirigeant, celle-ci ne cessa de prospérer au point de toujours de déjouer la concurrence. Sa réputation d’homme d’affaires hors ligne sur la place de Paris valut ainsi à Lair d’entrer dans plusieurs conseils d’administration. Il fut ainsi Président de la Société générale des téléphones, 1881-1889 ; Président du Comptoir des entrepôts, 1891 ; Président de la Compagnie française des télégraphes sous-marins, 1898 ; Vice-président du Crédit industriel, 1895 ; Président de la Société des mines de Czeladz, 1897 ; Vice-président de la Société française des métaux, 1899 ; Président de la Société des docks de Rouen, 1902 ; Président de la Société des aciéries de France, 1902.

## Érudit
Lair qui avait toujours réservé quelques heures aux lettres et à la critique historique au milieu de toutes ses responsabilités, publia en 1860, une Histoire du Parlement de Normandie depuis sa translation à Caen au mois de juin 1589 jusqu’à son retour à Rouen en avril 1594 qui lui avait valu, en 1858, alors qu’il était encore à l’École des chartes, le prix de l’Académie impériale des sciences, arts et belles-lettres de Caen. En 1865, il imprimait, dans le tome XXIII des Mémoires de la Société des antiquaires de Normandie, qui en avait suggéré l’idée en mettant ce sujet au concours, une édition de la chronique de Dudon de Saint-Quentin, destinée à remplacer celle donnée en 1619 par André Duchesne, dans le recueil intitulé : Historiæ Normannorum scriptores antiqui qui avait fait l’objet de sa thèse pour le diplôme d’archiviste-paléographe, thèse corrigée et complétée d’après les conseils de ses anciens maitres et pour laquelle il avait consulté, au cours d’un voyage entrepris à cet effet en Angleterre, des manuscrits jusqu’alors accessibles de la bibliothèque de sir Thomas Phillipps, à Middlehill jusqu’alors. L’édition critique, précédée d’une introduction de 115 pages, de la chronique de Dudon de Saint-Quentin est d’une importance capitale pour les historiens des origines du duché de Normandie et ses plus anciennes relations avec la couronne de France dans la mesure où celle-ci a été rédigée d’après les souvenirs du comte Raoul d'Ivry, frère bâtard du second duc, Guillaume Longue-Épée. Les matériaux recueillis et la rédaction commencée de ce travail déjà très avancé furent tous détruits dans l’incendie des Magasins généraux en 1870.
Lair avait, en outre, également dû à ses origines normandes l’amitié du bibliothécaire et administrateur général de la Bibliothèque nationale Léopold Delisle. Ce natif de Valognes parvenu au premier rang des érudits qui étudiaient, sur les pièces originales, l’histoire du Moyen Âge français, fit profiter Lair de son érudition. Pendant une dizaine d’années, ce dernier se rendit, après avoir quitté le siège social de la Compagnie à la Villette, à des séances d’étude chez Delisle, rue Hauteville. Cette double vie d’homme d’affaires et d’érudit permet à Lair put, en l’espace d’une quarantaine d’années, de produire nombre d’œuvres très diverses.
Jusqu’à la guerre de 1870, toutes ses recherches portèrent sur l’histoire de la Normandie : une Encyclique de Serge IV relative à un projet de Croisade (vers 1010) précédée de quelques pages d’introduction en 1857 ; une série d’articles regroupés sous le titre d’Études sur les origines du diocèse de Bayeux de 1862 à 1869, où il réfute notamment l’hypothèse de saint Exupère comme disciple des apôtres.
Après une interruption de ses recherches de 1869 à 1874, pendant la guerre, au cours de laquelle il fut, comme capitaine adjudant-major de la garde nationale, à l’état-major du gouverneur, de Paris les deux premiers mémoires publiés par Lair bientôt après la guerre se rapportent encore au Moyen Âge : en 1874, il édita, toujours dans la Bibliothèque de l’École des chartes, deux écrits qui témoignent du mouvement d’esprit qui se prolongeait, après sa mort, dans l’abbaye de Saint-Denis parmi les moines formés par les leçons de Suger et héritiers de ses traditions, le Fragment inédit de la vie de Louis VII préparée par Suger et le Mémoire sur deux chroniques latines composées au XIIe siècle, où on se préoccupait des origines de la monarchie capétienne et où était dressé le plan d’une Nova gesta Francorum qui devait faire suite aux chroniques antérieures.
En 1872, Lair abandonna le Moyen Âge pour publier, avec son compatriote érudit Émile Legrand, un volume de Documents inédits sur l’histoire de la Révolution française suivie d’une Histoire de la seigneurie de Bures, dans la vallée de Chevreuse, où son beau-père possédait une demeure de campagne. En 1881, il publia, d’après des documents inédits, l’histoire de la maitresse royale, Louise de La Vallière et la jeunesse de Louis XIV, avec le texte authentique des lettres de la duchesse au maréchal de Bellefonds, qui connut plusieurs rééditions. L’intérêt porté à la jeunesse du Roi-Soleil l’amena ensuite à consacrer neuf ans au surintendant des finances Nicolas Fouquet pour donner, en 1890, Nicolas Fouquet, procureur général, intendant des finances, ministre d’État sous Louis XIV, ouvrage dédié au baron Haussmann et couronné par l’Académie française, où il s’élève contre la sentence rendue et l’abus de pouvoir commis par Louis XIV lorsqu’il commua la peine de bannissement en détention perpétuelle.
En 1890, il revint à la Normandie et au Moyen Âge avec une Étude sur Guillaume Longue-Épée, duc de Normandie (1893) reproduisant en facsimilé le texte des deux manuscrits de la complainte latine en dix-sept stances composée après la mort de Guillaume, et où il fait comprendre comment fut préparé le guet-apens qui couta la vie au duc de Normandie. Une autre tente de déterminer la position de l’ile d’Oscelle des chroniques, dont les pirates normands avaient fait une de leurs places d’armes. En 1896, il publia La Reine Mathilde dans la légende et, en 1899, les Conjectures sur les chapitres XVIII et XIX du livre II de l’Historia ecclesiastica de Grégoire de Tours, puis des Recherches sur une maison de Paris où demeura Malherbe. En 1899, il publia des Études critiques sur divers textes des Xe et XIe siècles où il conclut à l’authenticité de la bulle du pape Serge IV, mais réfute l’opinion de Julien Havet concernant la constitution de la collection des Lettres de Gerbert et révoque l’authenticité de la chronique intitulée Historia parvenue sous le nom d’Adémar de Chabannes, moine de l’abbaye Saint-Martial de Limoges.
En 1902, le hasard de ses pérégrinations chez les bouquinistes des quais, dont il était le client ordinaire, l’ayant mis en possession d’un manuscrit intitulé Une année de ma vie, terminé au château des Sept-Tours, à Constantinople, l’an VIII de la République française par Pouqueville, chirurgien, Lair contribua, en publiant son ouvrage, à refaire connaitre ce chirurgien de la marine natif du Merlerault dont les actions diplomatiques et les ouvrages firent un éminent architecte du philhellénisme qui apporta une précieuse contribution à la rébellion des Grecs et à la libération de la Grèce. L’année suivante, il donnait, lors de l’inauguration d’un monument commémoratif à Formigny, une plaquette offrant une description de la victoire de Formigny du 15 avril 1450, plus conforme aux données des documents contemporains que celle présentée jusqu’alors par les historiens modernes.
Un refroidissement contracté, lors d’une de ses tournées régulières chez les bouquinistes, lui provoqua une congestion pulmonaire dont il guérit, mais une tuberculose générale l’emporta au bout de quatre mois, dans sa soixante-douzième année, sans qu’il ait eu la possibilité de compléter la publication des Mémoires de Richelieu qu’il projetait.

## Sociétés savantes
Président de la Société de l'École des chartes, membre actif de plusieurs sociétés savantes, nommé président de la Société de l’histoire de la Normandie en 1879, il le devint de la Société des antiquaires de Normandie en 1885, de la Société de l’histoire de Paris et de l’Île-de-France en 1895, et de la Société de l'histoire de France en 1897, assistant à leurs séances, prenant part aux discussions et fournissant des articles à leurs bulletins respectifs. L’Académie des inscriptions et belles-lettres, l’avait élu membre libre, en remplacement de Célestin Port, le 24 mai 1901. Un décret du 30 janvier 1871 lui avait conféré la croix de la légion d’honneur.

## Publications
- Étude historique et littéraire sur Mézeray, Caen, 1856, in-8o.
- [1857] « Encyclique de Sergius IV relative à un projet de Croisade (vers 1010) », Bibliothèque de l’École des chartes, no 18,‎ 1857, p. 246-253 (lire en ligne [sur Persée]).
- [1858] « Siège du château de Caen par Louis XIII..., par Léon Puiseux. Siège et prise de Caen par les Anglais en 1417..., par le même » (compte-rendu), Bibliothèque de l’École des chartes, no 19,‎ 1858, p. 388-389 (lire en ligne [sur Persée]).
- [1858] « Le père André, jésuite..., par Charma et Mancel » (compte-rendu), Bibliothèque de l’École des chartes, no 19,‎ 1858, p. 193-194 (lire en ligne [sur Persée]).
- [1958] « Guillaume de Conches..., par A. Charma » (compte-rendu), Bibliothèque de l’École des chartes, no 19,‎ 1958, p. 311-312 (lire en ligne [sur Persée]).
- [1859] Étude sur les fleurs de Normandie (Normanniæ Flores), recueil de poésies latines et françaises de Marie-André de Chaligny, chanoine de Verdun, Caen, 1859, 40 p..
- [1860] « Études de droit coutumier dans le Nord de la France, par Jules Périn (1859) » (compte-rendu), Bibliothèque de l’École des chartes, no 21,‎ 1860, p. 289-290 (lire en ligne [sur Persée]).
- [1861] Histoire du Parlement de Normandie depuis sa translation à Caen, au mois de juin 1589, jusqu’à son retour à Rouen en avril 1504 (couronné par l'académie impériale des sciences, arts et belles-lettres de Caen le 26 novembre 1858), Caen, A. Hardel, 1861, 225 p., sur docnum.univ-lorraine.fr (lire en ligne).
- [1862] « La captivité de François Pouqueville à Constantinople, 1800-1801 (9 prairial, an VI-10 ventôse, an IX) », Bulletin de la Société des antiquaires de Normandie,‎ 1862 (présentation en ligne)[n 1].
- [1862] « Des Sociétés à responsabilité limitée » (2e série), Journal des Économistes, no 36,‎ 1862, p. 390-420. Et tirage à part, Guillaumin et Cie, 1862.
- 1862-1858 : « Études sur les origines de l’évêché de Bayeux »
  - [1862] « premier article », Bibliothèque de l'École des chartes, no 23,‎ 1862, p. 89-124 : I. Saint Exupère, premier évêque. — Saint Regnobert, second évêque ? — Saint Révérend, prêtre.
  - [1863] « deuxième article », Bibliothèque de l'École des chartes, no 24,‎ 1963, p. 281-323 (lire en ligne [sur Persée]) : II. Saint Exupère. — Saint Rufinien. — Saint Loup. [Appendice. I. Vita Sanctissimi Exuperii, Neustriae Inferioris apostoli et primi Bajocensis episcopi, sic extat apud codicem Ms. corboliensis ecclesiae ad Sequanam, dioecesis Parisiensis.] ; [II. Vie de saint Loup.] ; [III. Fragment de la vie de saint Loup d'après le manuscrit de Corbeil.]
  - [1868] « troisième article », Bibliothèque de l'École des chartes, no 29,‎ 1868, p. 33-55 (lire en ligne [sur Persée]) : III. Saint Manvieu, saint Contest, saint Vigor.
  - [1868] « quatrième et dernier article », Bibliothèque de l'École des chartes, no 29,‎ 1868, p. 545-579 (lire en ligne [sur persee]) : V. St Patrice, st Gérétrand, st Gerbold, st Frambaud, Hugues ? VI. Saint Floscel, martyr à Bayeux ? Les druides Phœbitius et Attius Patera.
- [1864] « Des Banques Joint-Stock en Angleterre », Journal des Économistes,‎ février 1864 (présentation en ligne), 16 p..
- [1865] Dudonis Sancti Quintini de moribus et actis primorum Normanniæ ducum, Nouvelle édition, Caen, 1865, in-4° (complément au t. XXIII des Mémoires de la Société des antiquaires de Normandie). p. 5-8 : Introduction ; p. 9-111 : étude historique et critique sur Dudon de Saint-Quentin ; p. 115-301 : texte de Dudon ; p. 303-314 : Tables ; p. 315-317 : Notes du Secrétaire (Antoine Charma). Paris, Maisonneuve cf. Bibliothèque de l’École des Chartes, t. XXXIII, p. 513L’ouvrage n’a été mis en vente séparément qu’en 1872.
- [Lair & Paris 1870] J. Lair et Gaston Paris, « Complainte sur l'assassinat de Guillaume Longue-Epée, duc de Normandie, poème inédit du Xe siècle », Bibliothèque de l’École des chartes, no 31,‎ 1870, p. 389-406 (lire en ligne [sur Persée]).
- [1872] Documents inédits sur l’histoire de la Révolution française. Correspondances de Paris, Vienne, Merlin, Varsovie, Constantinople, Paris, 1872, in-8o, 132 p. ; 1. Lettres de Constantin Stamaly à Panagiotis Kodrikas sur la Révolution française, janvier 1793, publiées pour la première fois d’après les manuscrits originaux par Émile Legrand, p. 1-79. ; 2. Correspondances de Paris, Vienne, Berlin, Varsovie, Constantinople, p. 81-132 ; Préface de Jules Lair, p. 83-87.
- [1873] « Fragment inédit de la Vie de Louis VII préparée par Suger », Bibliothèque de l’École des chartes, no 34,‎ 1873, p. 583-596 (lire en ligne [sur Persée]).
- [1874] « Mémoire sur deux chroniques latines composées au XIIe siècle à l'abbaye de Saint-Denis », Bibliothèque de l’École des chartes, no 35,‎ 1874, p. 543-580 (lire en ligne [sur Persée]). Et tirage à part, Paris, 1875, 40 p.
- [1876] « Histoire de la seigneurie de la paroisse de Bures », Mémoires de la Société de l’histoire de Paris et de l’Île-de-France, no 2,‎ 1876, p. 187-266. Et tirage à part, Paris, 1876, in-8o, 136 p.
- [1881] Louise de La Vallière et la jeunesse de Louis XIV, d’après des documents inédits, avec le texte authentique des lettres de la duchesse au maréchal de Bellefonds, Paris, 1881, in-8o ; portraits ; 2e édition, Paris, 1882, in-12 ; 3e édition, avec de nouveaux portraits, plans, documents et notes, Paris, 1902, in-8o ; 4e édition, avec plusieurs portraits et illustrations, Paris, 1907, in-8o.
- [1890] Nicolas Fouquet, procureur général, surintendant des finances, ministre d’État de Louis XIV, Paris, Plon, 1890, 2 vol. in-8°, prix Thérouanne de l'Académie française en 1891.
- [1890] Obsèques de M. Julien Travers, « Discours de M. Jules Lair », Julien Travers, notice biographique et littéraire, par Eugène De Beaurepaire, Caen, 1890, in-8o, p. 57-59.
- [1891] Société des antiquaires de Normandie. Séance publique du 19 décembre 1889. « Notice sur divers projets de lecture d’un antiquaire anonyme », Bulletin de la Société des antiquaires de Normandie, t. XV, 1891, p. 366-390 ; et tirage à part, Caen, 1891, in-8o, 27 p.
- [1893] « Discours prononcés aux obsèques de Julien Havet », Discours de M. Jules Lair, président de la Société de l’École des Chartes, Bibliothèque de l’École des Chartes, t. LIV, 1893, p. 526-528 ; et tirage à part, p. 7-8.
- [1893] Étude sur la vie et la mort de Guillaume Longue-Épée, duc de Normandie, Paris, 1893, in-fol., avec 3 planches. Réimprimé dans le Congrès archéologique de France, LXe session ; séances générales tenues à Abbeville en 1893, Paris et Caen, 1895, in-8o, p. 212-328, avec deux planches.
- [1896-1897] La Reine Mathilde dans la légende, Caen, Henri Delesques, 1897, 2e éd. (1re éd. 1896 (Bulletin de la Société des antiquaires de Normandie, t. 17, p. 301-327)), 38 p., sur bibnum.enc.sorbonne.fr (présentation en ligne, lire en ligne).
- [1896] « Discours prononcé à l’Assemblée générale de la Société de l’histoire de Paris et de l’Ile-de-France, le 12 mai 1896 », Bulletin de la Société de l’histoire de Paris et de l’Ile-de-France, t. XXIII, 1896, p. 97-116 ; et tirage à part, Nogent-le-Rotrou, 1896, in-8°. La plaine Saint-Denis, avec deux plans hors texte.
- [1897] « Les Normands dans l’île d’Oscelle (855 à 861) », Mémoires de la Société historique et archéologique de Pontoise et du Vexin, no 15,‎ 1897, p. 9-39. Et tirage à part, Nogent-le-Rotrou, 1897, 24 p. ; avec un plan.
- [1897] « Discours prononcé à l’Assemblée générale de la Société de l’histoire de France, le 4 mai 1897 », Dans l’Annuaire-Bulletin de la Société de l’histoire de France, t. 34, 1897, p. 82-101 ; et tirage à part, Nogent-le-Rotrou, 1897, in-8o, 24 p. Les grandes collections historiques publiées ou projetées au XVIIe et XVIIIe siècles.
- [1898] « Conjectures sur les chapitres XVIII et XIX du livre II de l’Historia ecclesiastica de Grégoire de Tours », Annuaire Bulletin de la Société de l’histoire de France, t. XXXV, 1898, p. 275-300 ; et tirage à part, Paris, 1899, in-8o, 28 p.
- [1898] « Recherches sur une maison de Paris où demeura Malherbe », Bulletin de la Société des antiquaires de Normandie, no 20,‎ 1898, p. 407-428. Et tirage à part, Caen, 1899, in-8o, 24 p., avec 4 planches hors texte.
- [1899] [Discours prononcés aux obsèques du comte de Marsy.] « Discours de M. Jules Lair, membre du Conseil de la Société française d’archéologie », Bulletin monumental, t. LXIV, 1899-1900, p. 470-475.
- [1900] « Un épisode romanesque au temps des Croisades », Bulletin de la Société des antiquaires de Normandie, t. XXII, 1900 et 1901, p. 87-127 ; et tirage à part, Caen, 1903, in-8o, 43 p.
- [1901] Communication sur un manuscrit normand de la fin du XIIIe siècle (formulaire), Comptes rendus des séances de l’année 1901, p. 449-450.
- [1901] « Le Siège de Chartres par les Normands (911) », Compte-rendu du 67e Congrès archéologique de France, tenu en 1900 à Chartres,‎ 1901, p. 170-225. Et tirage à part, Caen, 1902, in-8o, 52 p., avec une planche hors texte.
- [1901] « Origines de l’Abrégé chronologique du président Hénault », Annuaire-Bulletin de la Société de l’histoire de France, t. XXXVIII, 1901, p. 209-235 ; et tirage à part, Nogent-le-Rotrou, 1902, in-8°, 31 p.
- [1902] Société de l’Histoire de France et de l’École des Chartes, Célébration du Cinquantenaire de M. Léopold Delisle, 6 mai 1902. (p. 17-18) « Allocution de M. Jules Lair au nom de la Société de secours des anciens élèves de l’École des Chartes », Paris, 1902, in-8o.
- [1902] « Notice sur la vie et les travaux de M. Célestin Port », Bibliothèque de l’École des chartes, no 63,‎ 1902, p. 443-462 (lire en ligne [sur Persée]).
  - [1902] « Notice sur la vie et les travaux de M. Célestin Port ; lue dans la séance du 11 avril 1902 » (note biographique), Comptes rendus des séances de l'Académie des Inscriptions et Belles-Lettres, vol. 46, no 2,‎ 1902 (lire en ligne [sur Persée]). Et tirage à part, in-8o, Revue de l’Anjou, 1902, p. 173-205 ; tirage à part, Angers, 1902, 31 p.
- [1902] « La captivité de Pouqueville en Morée », Comptes rendus des séances de l'Académie des Inscriptions et Belles-Lettres, vol. 46, no 6,‎ 1902 (lire en ligne [sur Persée]). Reproduit dans les Comptes rendus des séances de l’année 1902, p. 648-644.
- [1903] Essai historique et topographique sur la bataille de Formigny (15 avril 1450), accompagné de la reproduction photographique de dessins conservés à la Bibliothèque nationale, Paris et Bayeux, 1903, in-8o ; 2e édition augmentée de nouveaux documents, notes, portraits et plans, Paris et Bayeux, 1903, gr. in-8o, 80 p. avec 14 planches hors texte.
- [1904] « Communication sur l’identification de la localité normande nommée Rottemasse, dans les documents anglais de 1346, avec Barfleur », Comptes rendus des séances de l’année 1904,‎ 1904, p. 485-486.
- [1904] Rapport à M. Léopold Delisle, président du Comité de publication de la Société de l’histoire de France, sur l’édition des Mémoires du cardinal de Richelieu, Bulletin de la Société de l’histoire de France, 1904, p. 59-56 ; et tirage à part, Nogent-le-Rotrou, 1904, in-8o, 5 p.
- [1904] « Un formulaire normand de la fin du XIIIe siècle », Comptes rendus des séances de l'Académie des Inscriptions et Belles-Lettres, vol. 48, no 4,‎ 1904, p. 449-450 (lire en ligne [sur Persée]).
- [1904] « Identification de la localité normande nommée Rottemasse dans certains documents anglais de 1346 avec Barfleur (Cotentin) », Comptes rendus des séances de l'Académie des Inscriptions et Belles-Lettres, vol. 48, no 5,‎ 1904, p. 485-486 (lire en ligne [sur Persée]).
- [1905] « Rapport fait au nom de la Commission des Antiquités de la France sur les ouvrages envoyés au concours de l'année 1905 ; lu dans la séance du 12 juillet 1905 [Appendice] », Comptes rendus des séances de l'Académie des Inscriptions et Belles-Lettres, vol. 49, no 3,‎ 1905, p. 367-380 (lire en ligne [sur Persée]). Et tirage à part, in-8o.
- [1905] « Rapports et notices sur l’édition des Mémoires du cardinal de Richelieu préparée pour la Société de l’histoire de France sous la direction de M. Jules Lair, membre de l’Institut », n° 1, Paris, 1905, in-8o, p. 1-100 ; avec 11 facsimilés ; n° 2, Paris, 1900, in-8o, p. 107-216 ; avec 1 facsimilé, n° 3. Paris, 1907, in-8o, p. 249-376, avec 4 facsimilés.
- [1906] « Note de M. Brutails sur l'église de Saint-Orens de La Reulle, vers Saint-Savin (Hautes-Pyrénées) », Comptes rendus des séances de l'Académie des Inscriptions et Belles-Lettres, vol. 50, no 5,‎ 1906, p. 327-328 (lire en ligne [sur Persée]).
- [1906] « Lettre au sujet du mot ternagus », Comptes rendus des séances de l'Académie des Inscriptions et Belles-Lettres, vol. 50, no 6,‎ 1906 (lire en ligne, consulté le 28 mai 2019).
- [1907] Charles Normand. Les monuments tchèques en France, Le monument de Jean de Luxembourg. La Croix de Bohème, p. 18-19, Toast de M. Jules Lair [prononcé à l’inauguration du monument], Paris, [s.d.], 1907, in-8°.
- [1910] J. Lair (préf. Léopold Delisle), « Matériaux pour l'édition de Guillaume de Jumièges préparée par Jules Lair, membre de l'Institut », Bibliothèque de l’École des chartes, no 71,‎ 1910, p. 481-526 (lire en ligne [sur Persée])[n 2].
- Études critiques sur divers textes des Xe et XIe siècles, Paris, 2 vol. in-4° ; facsimilés. t. I. Bulle du pape Sergius IV ; Lettres de Gerbert. t. II. Historia d’Adémar de Chabannes.